# Arcidiocesi di Amida
L'arcidiocesi di Amida (in latino Archidioecesis Amidena) è una sede soppressa del Patriarcato di Antiochia e una sede titolare soppressa della Chiesa cattolica.

## Storia
Amida, l'attuale città turca di Diyarbakır, fu una sede metropolitana e capoluogo della provincia romana della Mesopotamia (o Mesopotamia Prima) nella diocesi civile di Oriente e nel patriarcato di Antiochia.
Il cristianesimo giunse ad Amida fin dal III secolo dalla vicina Edessa, importante centro culturale della regione. Il primo vescovo documentato è Simeone, che prese parte al concilio di Nicea del 325. Dopo Maras, che partecipò al primo concilio di Costantinopoli, è noto il vescovo Acacio, che per riscattare dei prigionieri cristiani vendette le suppellettili sacre della sua Chiesa, e questo gli valse la menzione nel Martirologio Romano, alla data del 9 aprile.
Nella Notitia antiochena, attribuita al patriarca Anastasio I nella seconda metà del VI secolo, Amida occupa il 10º posto fra le metropolie del patriarcato di Antiochia, con 8 diocesi suffraganee: Martiropoli (poi diventata autocefala), Ingila, Belabitene, Arsamosata, Sofene, Kitharis, Cefa e Zeugma. L'Annuario pontificio attribuisce a questa metropolia anche le diocesi di Betzabda e di Dadima.
L'imperatore Teodosio aveva separato la parte settentrionale dell'antica Mesopotamia erigendo una nuova provincia, con Amida come capitale. Maras I fu il primo metropolita della sede di Amida. La serie episcopale di fede calcedonese è documentata fino agli inizi del VII secolo, ma non sempre è chiara l'ortodossia dei suoi vescovi. L'ultimo vescovo ortodosso noto fu Samuele, nel 622.
Dopo la morte dell'imperatore Maurizio (602), i persiani invasero l'impero bizantino; tutti i funzionari bizantini, vescovi compresi, fuggirono permettendo così il diffondersi e l'organizzazione della Chiesa giacobita. Con Nonno inizia una serie, documentata dalle fonti coeve e dalla Cronaca di Michele il Siro, di vescovi giacobiti fino al XIII secolo. Una diocesi siriaca occidentale a Diyarbakır è documentata fino alla prima guerra mondiale.
Amida è stata per un certo periodo (1725-1970) una sede arcivescovile titolare della Chiesa cattolica.

## Cronotassi

### Arcivescovi di credo niceno
- Simeone ? † (menzionato nel 325)[3]
- Maras I † (menzionato nel 381)
- Sant'Acacio † (menzionato nel 420)
- Asterio † (menzionato nel 431)
- Panfilo ? † (circa 440)[4]
- Simeone † (prima del 448 - circa 458 deceduto)
- Maras II † (458 - dopo il 464[5])
  - Giovanni † (? - circa 502 deceduto) (vescovo monofisita)
- Tommaso †
  - Nonno † (circa 518 - circa 520 deceduto) (vescovo monofisita)
  - Maras III † (520 - 529 deposto) (vescovo monofisita)
- Abramo Bar Kaili † (prima metà del VI secolo)
  - Eunomio † (546 - ?) (vescovo monofisita)
  - Giovanni † (menzionato nel 551) (vescovo monofisita)
- Ciriaco I † (menzionato nel 553)
  - Giuseppe † (menzionato nel 581) (vescovo monofisita)
  - Simeone † (menzionato nel 586/587) (vescovo monofisita)
  - Ciriaco II † (menzionato nel 599) (vescovo monofisita)
- Samuele † (622 - ?)[6]

### Arcivescovi titolari
- Domingo Valentín Guerra Arteaga y Leiba † (19 dicembre 1725 - 8 marzo 1728 nominato vescovo di Segovia)
- Francisco Casto Royo † (15 dicembre 1783 - settembre 1803 deceduto)
- Gaetano Giunta † (6 ottobre 1829 - 1849 deceduto)
- Auguste Van Heule, S.I. † (9 settembre 1864 - 4 giugno 1865 deceduto)
- Colin Francis MacKinnon † (7 settembre 1877 - 26 settembre 1879 deceduto)
- François-Norbert Blanchet † (4 febbraio 1881 - 18 giugno 1883 deceduto)
- Beniamino Cavicchioni † (21 marzo 1884 - 11 gennaio 1894 nominato arcivescovo titolare di Nazianzo)
- Francesco Sogaro, F.S.C.I. † (21 agosto 1894 - 6 febbraio 1912 deceduto)
- James Duhig † (27 febbraio 1912 - 13 gennaio 1917 succeduto arcivescovo di Brisbane)
- John Baptist Pitaval † (29 luglio 1918 - 23 maggio 1928 deceduto)
- Carlo Chiarlo † (12 ottobre 1928 - 15 dicembre 1958 nominato cardinale diacono di Santa Maria in Portico Campitelli)
- Gastone Mojaisky Perrelli † (8 agosto 1959 - 10 maggio 1963 nominato arcivescovo, titolo personale, di Nusco)
- Robert Picard de la Vacquerie † (23 maggio 1963 - 17 marzo 1969 deceduto)
- Joseph Cheikho † (7 marzo 1970 - 22 agosto 1970 nominato arcivescovo titolare di Rew-Ardashir dei Caldei)